# 万国郵便条約
万国郵便条約（仏: Convention Postale Universelle、英: Universal Postal Convention）は、国際郵便業務の提供・料金等について定める多国間条約の名称である。通常5年ごとに開かれる万国郵便連合（UPU）の大会議で毎回この名称の条約が採択されており、採択のたびに内容の一部が改正される。

## 概要
国際郵便サービスの内容について規定し、国際郵便が全世界で利用できるよう、各国郵政庁に対し、外国あて郵便物の引受け、外国来郵便物の配達、継越し（外国来他国あて郵便物の仲介をすること、仏・英: transit）、国際返信切手券の引換えを義務づけているほか、郵便禁制品、国際郵便物の亡失等に関する賠償金および免責事由、郵政庁間の料金精算（補償金）などについて定めている。
この条約の対象となる郵便事業体は、日本では日本郵便が相当する。従って日本郵便では、麻薬、わいせつな物品、偽造又は海賊版、爆発性又は発火性の物質及び放射性物質、生きた動物、象牙、象牙製品等ワシントン条約によって名あて国において輸入が禁止されている物品、フカヒレなどの「万国郵便条約に基づく禁制品」を、国際郵便として取り扱うことは出来ない。ちなみに、日本郵便の「国際郵便」と競合する、佐川急便の「飛脚国際宅配便」や、ヤマト運輸の「国際宅急便」でも、万国郵便条約に基づかないものの同様の規則があり、送れるわけではない。

## 沿革
1874年にベルンで署名された一般郵便連合の成立に関する条約には、国際郵便業務の提供・料金等に関する規定が含まれている。当該規定を取り出して作成されたのが万国郵便条約であり、それ以外の規定は万国郵便連合憲章に継承された。5年ごとに開催されるUPU大会議で本条約が採択されており、それぞれ次回大会議で採択された条約の発効に伴い廃止されている。

## 2021年の万国郵便条約
2024年現在で最新の条約は、2021年8月の第27回万国郵便連合大会議で採択された。2022年5月20日に国会承認、6月20日に外務省より公布及び告示され、7月1日より効力が発生している。
主なポイントとしては、eコマースの市場規模拡大など国際郵便分野を取り巻く環境の変化を反映し、従来の政府および郵便事業体に加えて民間の宅配事業者など幅広い郵便分野主体のUPUへの参加、途上国の郵便事業者が割安な「到着料」により小型荷物を安価に国外に発送できる料金制度の改革と、アメリカ合衆国郵便公社の郵便料金が119 %-164 %引き上げられた点で、この時期は米中貿易戦争の余波により、受け取る国際郵便物が多い先進国（具体的に言うと米国）において、途上国（具体的に言うと中国）から発送される小包の「到着料」（差出国の郵便事業体が、差し出す国際郵便物量に応じて支払い、これにより配達国の配送料金を賄う）が不当に低く設定されているという批判が米国のトランプ政権から上がり、米国が万国郵便連合の離脱を示唆する事態になっていた。2019年9月、米国の主張するルールの見直しがおおむね受け入れられ、万国郵便条約の制度改正が全会一致で採択されたことにより、米国の離脱は回避された。
これにより、国際郵便において、従来は途上国を考慮して安価に設定されていた、送り先の国に支払う配達手数料が、大幅に引き上げられた。特に、米国あての手数料は平均で3倍になったことで、日本郵便の収益の確保が困難な状況となったことから、日本郵便では2021年4月1日より小包（3辺が90センチ以内で重量が2キロ以内となる軽量な郵便物）の国際郵便の料金が25年ぶりに改訂された。特に米国（グアムなどの海外領土を含む）宛ての輸送料金は62 %引き上げられる大幅増となり、米中の貿易摩擦が日本の国際郵便の料金にも影響した形となった。